# Al Cervi
Alfred Nicholas „Al“ Cervi (* 12. Februar 1917 in Buffalo, New York; † 9. November 2009 in Rochester, New York) war ein US-amerikanischer Basketballspieler und -trainer.
Zwischen 1937 und 1953 spielte Cervi in der NBA sowie der Vorgängerliga NBL für die Mannschaft der Buffalo Bisons (NBL), Rochester Royals und Syracuse Nationals. Cervi war 1,80 m groß und spielte auf der Position des Point Guard. Nach seiner aktiven Karriere wurde er Trainer der Syracuse Nationals und führte sie 1955 zum Titelgewinn in der NBA.